# Kreisgericht Pakruojis
Das Kreisgericht Pakruojis (litauisch Pakruojo rajono apylinkės teismas) ist ein Kreisgericht mit zwei Richterinnen und einem Richter in der litauischen Stadt Pakruojis. Das zuständige Territorium ist die  Rajongemeinde Pakruojis. Das Gericht der zweiten Instanz ist das Bezirksgericht in Šiauliai. Im Gericht arbeiten drei Gerichtsverhandlungssekretärinnen, zwei Richtergehilfinnen, eine Büroleiterin, Gerichtsfinanzistin, eine Büro-Sekretäterin, eine Bürospezialistin, eine Archivarin, eine Informatikerin  und ein Leiter der Haushaltsabteilung.
Die Adresse lautet Vienybės a. 1, LT-83154, Pakruojis.

## Richter
Gerichtspräsidentinnen
- 2009–2014: Rima Volikienė
- 2014: Rima Razumienė